# Amethi (Lucknow)
Amethi es un pueblo y nagar Panchayat situado en el distrito de Lucknow en el estado de Uttar Pradesh (India). Su población es de 13530 habitantes (2011). 

## Demografía
Según el censo de 2011 la población de Amethi era de 13530 habitantes, de los cuales 7093 eran hombres y 6437 eran mujeres. Amethi tiene una tasa media de alfabetización del 59,20%, inferior a la media estatal del 67,68%: la alfabetización masculina es del 64,42%, y la alfabetización femenina del 53,46%.